# Oldenlandia schaeferi
Oldenlandia schaeferi är en måreväxtart som beskrevs av Kurt Krause. Oldenlandia schaeferi ingår i släktet Oldenlandia och familjen måreväxter. Inga underarter finns listade i Catalogue of Life.